# Élections législatives italiennes de 1934
Les élections législatives italiennes de 1934 (en italien : Elezioni politiche italiane del 1934) ont lieu le 25 mars 1934.

## Résultats
| Parti                               | Parti                               | Voix       | %     | Sièges | +/-        |
| ----------------------------------- | ----------------------------------- | ---------- | ----- | ------ | ---------- |
|                                     | Parti national fasciste             | 10 043 875 | 99,85 | 400    | stagnation |
|                                     | Contre                              | 15 215     | 0,15  | 0      | stagnation |
| Votes invalides/blancs              | Votes invalides/blancs              | 1 300      |       |        |            |
| Total                               | Total                               | 10 059 090 | 100   | 400    | stagnation |
| Électeurs enregistrés/participation | Électeurs enregistrés/participation | 10 527 608 | 95,56 |        |            |